# Тим-Поронайски дол
Тим-Поронайският дол или Тим-Поронайска низина (на руски: Тымь-Поронайский дол, Тымь-Поронайская низменность) е меридионално тектонско понижение между Западносахалинските и Източносахалинските планини на остров Сахалин, в Сахалинска област на Русия. Простира се от север на юг на протежение от 250 km и ширина от 5 до 60 km. Образуван е от две разходящи се долини, по които на север тече река Тим, а на юг – река Поронай, като горните им течения са разделени от слабо забележим вододел с надморска височина около 150 m. Долината на река Тим е по-тясна, обрасла с лиственична тайга, а надзаливните тераси на реката са обработваеми земеделски земи. Южната част на дола се разширява към залива Търпение и е зает от заблатената Поронайска низина. Тим-Поронайският дол е основен селскостопански район в северната част на остров Сахалин. По цялото ву протежение преминава участък от жп линията Поронайск – Ноглики.

## Вижти още
- Национален атлас на Русия. остров Сахалин[2]